# 마리포사역
마리포사역(영어: Mariposa)은 로스앤젤레스 군 광역철도 초록선의 고가 경전철 역이다. 캘리포니아주 엘세군도에 있는 내시 가(Nash Street) 및 마리포사 대로(Mariposa Boulevard)에 위치하고 있다. 이 역의 원래 이름은 마리포사/내시(Mariposa/Nash)였으며 일부 지역에서는 여전히 사용되고 있을수도 있다.
인근에는 로스앤젤레스 킹스, 로스앤젤레스 레이커스, 로스앤젤레스 스파크스의 연습 시설인 도요타 스포츠 센터(Toyota Sports Center)와 캠퍼스 엘세군도 운동장(Campus El Segundo Athletic Fields)으로 2개의 레크리에이션 인공 잔디장이 있다.
공사중인 크렌쇼/LAX 선의 공사가 완료되면, 3량 전동차를 수용할 수 있도록 확장할 예정이다.

## 역 구조
| 승강장                          |                                                                                      |
| 초록선                          | ← 엘세군도 El Segundo ← 리돈도비치 역 행 (종착점행) / 애비에이션/96번가 역 행 공사중 |
| 크렌쇼/LAX 선(공사중)           | ← 엘세군도 El Segundo ← 리돈도비치 역 행 (종착점행) / 애비에이션/96번가 역 행 공사중 |
| 섬식 승강장, 왼쪽 출입문이 열림 |                                                                                      |
| 초록선                          | → 애비에이션/LAX 역 Aviation / LAX → 노워크 역 행 (기점행)                           |
| 크렌쇼/LAX 선(공사중)           | → 애비에이션/센츄리 역 Aviation/Century → 엑스포/크렌쇼 행 (기점행)                  |

## 열차 운행 정보
초록선 운행 시간은 매일 오전 5시부터, 오전 12시 45분까지 운행한다.

## 인근 역세권
- 도요타 스포츠 센터(Toyota Sports Center)
- 캠퍼스 엘세군도 운동장(Campus El Segundo Athletic Fields)

## 연결 가능한 대중교통
| 메트로 Metro Bus | 일반 메트로버스: 232               |
| 기타:            | 토런스 트랜싯(Torrance Transit): 8 |